# 4e bataillon de volontaires de la Marne
Le 4e bataillon de volontaires nationaux de la Marne, également appelé plus simplement 4e bataillon de la Marne, était une unité militaire de l’armée française créé sous la Révolution française.

## Création et différentes dénominations
Le 4e bataillon de volontaires de la Marne est formé à 8 compagnies et 1 compagnie de grenadiers du 4 au 8 septembre 1791 à Reims.
- Compagnie de grenadiers
- 1re compagnie
- 2e compagnie
- 3e compagnie
- 4e compagnie
- 5e compagnie
- 6e compagnie
- 7e compagnie
- 8e compagnie

## Commandants
- 1791-1793 : Jean Rémy Duvergé de Cuy
- 1793-1794 : Louis Jacques Failly

## Historique des garnisons, combats et batailles

### 1791
L'unité est composée de 465 volontaires du district d'Epernay, rassemblés à Reims le 4 septembre, formés en compagnies le 7 septembre et organisés en bataillon le 8 septembre.
Par tirage au sort du 12 septembre le bataillon prend le no 4, puis est passé en revue le 14 septembre par le maréchal de camp de Carové, assisté du commissaire des guerres Chaudeau et de Jean Rémy Duvergé de Cuy et M Bruyant, commissaires du département.
Ce même 14 septembre, après la bénédiction du drapeau, affecté à l'armée du Centre sous le commandement du général Lafayette, il part pour Rethel et Le Chesne-Populeux où il demeure en cantonnement environ trois semaines. 
Il repart le 10 octobre, et passant par Charleville et Aubigny-les-Pothées, il gagne, le 13 octobre, Rozoy-sur-Serre et Montcornet ou il reçoit plus de 70 recrues pour se compléter et y passe l'hiver à faire de l'instruction. 

### 1792
Le 10 février il quitte ses cantonnements et, par Aubenton, vient tenir garnison à Rocroi à partir du 11 février et y reste jusqu'à la réception de l'ordre du 29 avril qui l'envoie à Givet et, de là, au camp de Rancennes, laissant son dépôt sur place à Rocroi. 
Le 5 mai, il prend part à la marche de l'armée sur le camp retranché de Maubeuge mais ne prend pas part à l'affaire de La Glisuelle, mais figure à l'enterrement du général Jean-Baptiste Gouvion, le 13 mai. 
Le ler juillet, il repart avec l'armée, pour la Lorraine et célèbre la fête du 14 juillet à Maubert-Fontaine.
Le 1er août le bataillon cantonne à Chauvency-le-Château et à Chauvency-Saint-Hubert, puis est utilisé, le 5 août, pour renforcer la garnison de Montmédy. 
Bloqué dans cette place le 31 août, après la capitulation de Longwy, il y est maintenu après le déblocus du 20 octobre, et y reste tout l'hiver, en étant rattaché à l'armée de la Moselle.

### 1793
Le 1er janvier, le 4e de la Marne est à Montmédyavec un effectif de 586 hommes.
Le 8 mars il est mis en route pour rejoindre l'armée des Ardennes, et, passant par Sedan et Mézières il arrive à Givet-Charlemont le 11 mars avec 477 présents. 
En cette garnison, il reçoit plus de 200 recrues pendant les mois d'avril et de mai, et ne la quitte plus que pour quelques petites opérations de guerre, mais détache à Bouchain quatre compagnies comptant 232 hommes, en juillet. 
Le 12 septembre lors d'escarmouches autour de Bouchain, mais aussi aux environs de Givet, le bataillon perd 2 officiers et plus de 180 sous-offîciers, caporaux et volontaires. Le 27 novembre, il reçoit en renfort, environ 360 réquisitionnaires, en majorité du district de Reims, et 525 autres le 30 décembre.

### 1794
Le 1er janvier, avec un effectif de 1228 hommes, le bataillon est encore en garnison à Givet, mais aussi avec de petits détachements à Fumay, Revin, Vireux et Montigny. Le 20 janvier, il passe la revue de nouvelle formation et n'a plus que 598 hommes présents. 
Il est amalgamé le 26 mars, à Givet, avec le 2e bataillon du 94e régiment (ci-devant Royal-Hesse-Darmstadt) et le 6e bataillon de volontaires de la Marne, pour former la 172e demi-brigade de première formation.